# Insula Dahlak Kebir
Dahlak Kebir este cea mai mare insulă a arhipelagului Dahlak. Are o populație de circa 2.500 locuitori, iar principalele activități economice sunt pescuitul și turismul. Cea mai importantă localitate de pe insulă este satul omonim.
Dahlak Kebir este legată printr-o rețea de feriboturi atât de continent (prin portul Massawa), cât și de celelalte insule.